# Liste von Holzkirchen in Polen
Diese Liste enthält Holzkirchen im heutigen Polen in Auswahl.

## Allgemeines
Im Gebiet des heutigen Polen gibt es mehr als 200 Holzkirchen.
Einige gehören zum UNESCO-Weltkulturerbe.
Besonders viele Holzkirchen gibt es im südlichen Polen in den Woiwodschaften Karpatenvorland und Kleinpolen sowie in Ober- und Niederschlesien. Sie wurden vor allem von griechisch-katholischen und evangelischen Gemeinden genutzt, jetzt gibt es verschiedene Nutzungen.

## Holzkirchen

### Woiwodschaft Ermland-Masuren
Im nordöstlichen Polen, im ehemaligen Ostpreußen, gibt es nur wenige Holzkirchen, die meist evangelisch waren
- Mariä-Schutz-Kirche in Godkowo, versetzt aus Kupna in Südpolen
- Kreuzerhöhungskirche in Ostrykół, ehemals evangelisch

### Woiwodschaft Karpatenvorland
Im Karpatenvorland gibt es über 220 Holzkirchen. Diese gehörten meist der ukrainischen griechisch-katholischen Minderheit, einige waren auch polnische römisch-katholische Kirchen. Acht gehören zum UNESCO-Welterbe Holzkirchen der Karpatenregion in Polen und der Ukraine.

### Woiwodschaft Kleinpolen
In der Woiwodschaft Kleinpolen gibt es etwa 200 Holzkirchen. Sechs sind UNESCO-Welterbestätten Holzkirchen im südlichen Kleinpolen.

### Woiwodschaft Lebus
In der heutigen Woiwodschaft Lebus, die das ehemalige Ostbrandenburg (Neumark), sowie kleine Teile Niederschlesiens und Hinterpommerns umfasst, gibt es nur wenige Holzkirchen
- Kirchturm in Bojadła (Boyadel) in Niederschlesien aus Schrotholz
- Mariä-Verkündigungs-Kirche in Boryszyn
- Mariä-Geburts-Kirche in Chlastawa
- Kirche in Klępsk
- Kirche St. Simon und Judas Thaddaeus in Kosieczyn
- Herz-Jesu-Kirche in Krobielewko
- Kapelle in Łagów (Świębodzin)
- St. Annenkirche in Nowa Wioska
- Johanneskirche in Trzebule
- Kapelle in Wilenko

### Woiwodschaft Niederschlesien
In Niederschlesien, das seit 1945 zu Polen gehört, gibt es einige Schrotholzkirchen.

### Woiwodschaft Opole
Im östlichen Oberschlesien, das seit 1919 zu Polen gehört, gibt es einige Schrotholzkirchen, außerdem möglicherweise weitere Holzkirchen.
| Einige Holzkirchen in der Woiwodschaft Opole            |                  |  |
| Dreifaltigkeitskirche (Kościół Trójcy Przenajświętszej) | Jaworzno, (Lage) |  |
| Leonhardskirche (Kościół św. Leonarda)                  | Wierzbie (Lage)  |  |
| Martinskirche (Kościół pw. św. Marcina)                 | Żytniów (Lage)   |  |

### Woiwodschaft Schlesien
In der Woiwodschaft Schlesien, die Teile Ober- und Niederschlesiens umfasst, und seit 1919 bzw. 1945 zu Polen gehört, gibt es einige Schrotholzkirchen, und möglicherweise weitere Holzkirchen (Auswahl)
| Einige Holzkirchen in der Woiwodschaft Schlesien                                     |                                                           |  |
| Valentinskirche (Kościół św. Walentego)                                              | Bieruń (Berun), (Lage)                                    |  |
| Kirche St. Hyacinth (Kościół św. Jacka)                                              | Bór Zapilski bei Wręczyca Wielka (Kreis Klobutzko) (Lage) |  |
| Laurentiuskirche (Kościół filialny pw. św. Wawrzyńca) (1631)                         | Cynków bei Koziegłowy (Kreis Myszkow) (Lage)              |  |
| Kirche St. Simon und Judas Thaddäus (Kościół św. Szymona i św. Judy Tadeusza)        | Mokra bei Miedźno (Lage)                                  |  |
| Ägidienkirche (Kościół Św. Idziego)                                                  | Podlesie, OT von Lelów (Kreis Tschenstochau) (Lage)       |  |
| Mariahilfkirche (Kościół Mariawitów pod wezwaniem Matki Boskiej Nieustającej Pomocy) | Starcza (Kreis Tschenstochau) (Lage)                      |  |
| Nikolauskirche (Kościoł św. Mikołaja)                                                | Truskolasy (Lage)                                         |  |
| Ägidienkirche (Kościół Św. Idziego)                                                  | Zrębice bei Olsztyn (Kreis Tschenstochau) (Lage)          |  |

### Woiwodschaft Westpommern
Im nordöstlichsten Teil des heutigen Polen, im ehemaligen Hinterpommern, gibt es nur wenige Holzkirchen
- Heilig-Kreuz-Kirche in Jeziorki
- Kirche in Polanów
- Kirche in Strzaliny
- Dreifaltigkeitskirche in Wołowe Lasy